# Akiko Sugino
Pour les articles homonymes, voir Sugino.
Akiko Sugino (杉野 明子, Sugino Akiko), née le 7 décembre 1990 à Ichihara, est une joueuse de parabadminton japonaise concourant en SU5 pour les athlètes pouvant tenir debout mais ayant un handicap au niveau d'un membre supérieur. Elle remporte deux médailles de bronze aux Jeux de 2020.

## Biographie
Lors des Jeux paralympiques d'été de 2020, Sugino remporte la médaille de bronze en individuel SU5 ainsi que celle en double mixte avec Daisuke Fujiwara.